# Rivière Chagrin (Ohio)
Pour les articles homonymes, voir Chagrin.
La rivière Chagrin, (en anglais : Chagrin River), est une rivière des États-Unis longue de 77 kilomètres située dans l'État de l'Ohio.

## Géographie
Le cours d'eau est issu de deux sources. L'une située dans le Comté de Geauga près de la ville de Chardon et l'autre dans le Comté de Portage. Les deux branches se rejoignent à la hauteur de la ville de Chagrin Falls. La rivière s'écoule ensuite vers le Nord jusqu'au lac Erié et la ville de Eastlake après un parcours de 77 kilomètres de long. La rivière s'écoule dans l'État de l'Ohio.

## Histoire
À l'époque de la Nouvelle-France, le Sieur de Seguin établit un poste de traite de la fourrure le long de ce cours d'eau. Selon le Geographic Names Information System, la rivière fut dénommée Rivière Shaguin peut être par déformation linguistique du nom de Sieur de Seguin, puis rivière Chaguin et enfin rivière Chagrin.
Les tribus amérindiennes des Miamis et des Outaouais vivaient dans la région de ce cours d'eau. Ce lieu fut ravagé par la guerre amérindienne du Nord-Ouest, une guerre qui opposa les États-Unis et une confédération de plusieurs nations amérindiennes pour le contrôle du Territoire du Nord-Ouest. Elle fait suite à plusieurs siècles de conflits sur ce territoire, entre les tribus amérindiennes tout d'abord, puis entre les puissances européennes : France, Grande-Bretagne et leurs colonies.

## Voir aussi

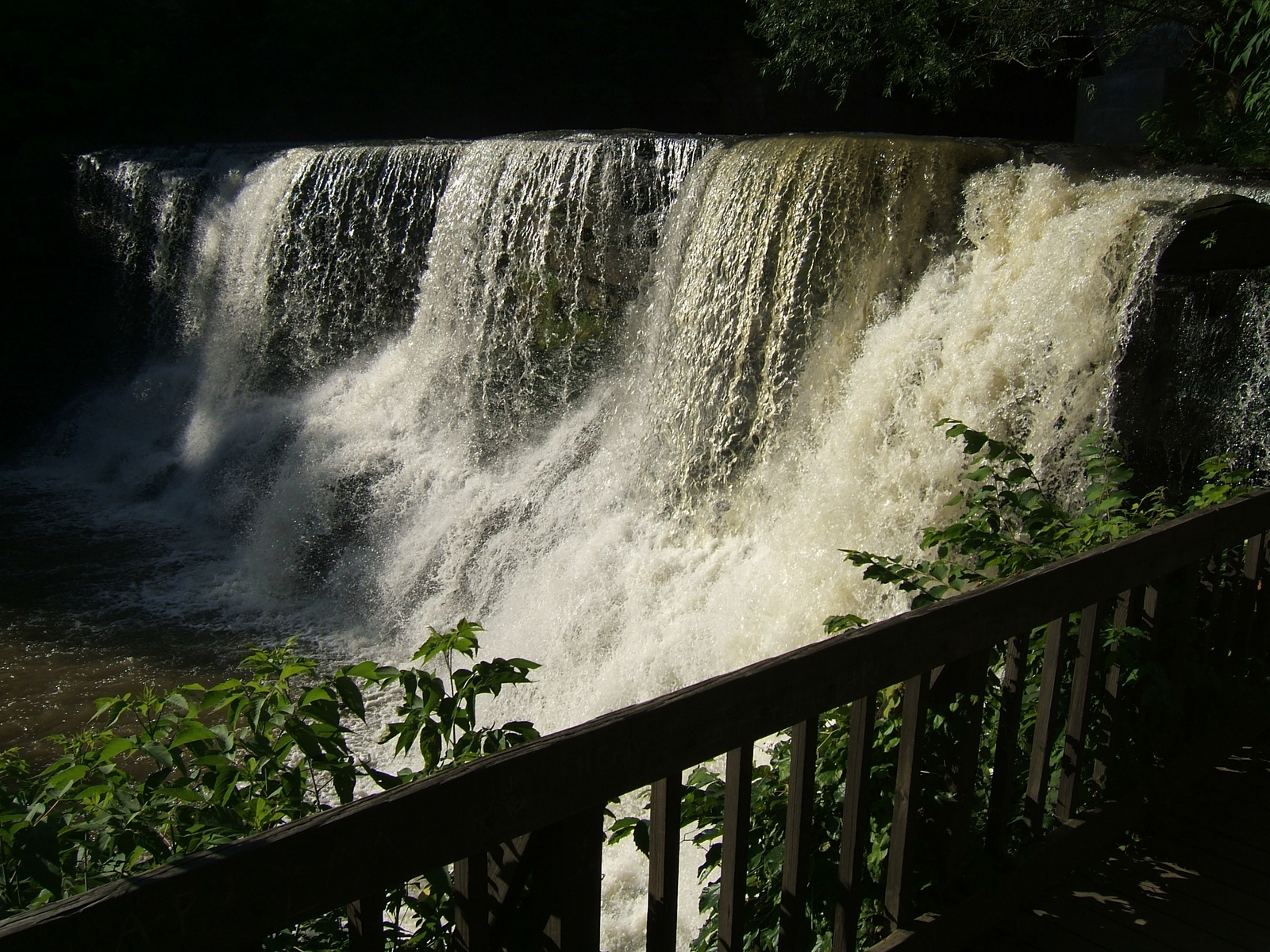
Les chutes de la rivière Chagrin qui ont donné son nom à la ville de Chagrin Falls.